# Otmica Betty i Barneya Hill
NLO otmica Betty i Barneyja Hill, slučaj navodne otmice od strane NLO-a, koji se dogodio 19. rujna 1961. godine, koji je stekao epitet najpoznatijeg slučaja otmice te vrste. Prema svjedočenju bračnoga para Betty Hill, socijalne radnice  i Barneyja Hill, poštanskog radnika, navodno su imali susret s izvanzemaljcima iz sustava Zeta-Reticuli (slično kao i projekt Serpo) blizu Indian Heada, sjeverno od Woodstocka, u američkoj saveznoj državi New Hampshire. Zbog navedenog, slučaj je bio prozvan "Incident Zeta Reticuli", a bio je poznat i pod nazivom "Otmica Hillovih".
Bračni par Hill se vozio autom s izleta na Niagarinim slapovima prema gradu Portsmouthu, gdje su živjeli. U noći 19. rujna 1961. godine, nešto poslije 22:00 sati, primjetili su svjetla na nebu, za koja su isprva vjerovali da je zvijezda padalica. Međutim, svjetlost je postajala sve jača i izgledalo je kao da ih prati. Odlučili su zaustaviti automobil i bolje pogledati o čemu se radi i usput pustiti svojeg psa da se prošeće. Kada su oboje pogledali dalekozorom neobičan leteći objekt, primjetili su da je u obliku "svjetleće palačinke" i da ima prozore kroz koje ih gleda posada letjelice. Barney Hill je pretpostavio da se radi o nekom tajnom projektu Američkog ratnog zrakoplovstva i da svjedoči nečemu što bi moglo biti nezgodno za njih dvoje. Kada je svemirski brod sletio u blizini, Hillovi su otrčali u auto i pobjegli. U jednom trenutku su osjetili kako gube svijest, a kada su se opet osvijestili bili su oko 60 kilometara dalje niz cestu, bez sjećanja o prevaljenom puti, dok je prevaljena kilometraža na autu je pokazivala da su prevalili isti put kao inače, iako s.
Kada je Betty sutradan obavijestila obavijestila obližnju zračnu luku, dobila je informaciju kako su radari zabilježili putanju NLO-a na tom području. Njen suprug Barney je odlučio zaboraviti na to iskustvo, dok su Betty mučili snovi i noćne more. Tek su uz pomoć dr. Benjamina Simona, poznatog bostonskog psihijatra i neurologa otkrili, kroz seanse i terapije hipnozom i snove što im se dogodilo u svemirskom brodu. Otkrili su da im na nekim dijelovima tijela nedostaju komadići kože. Putem regesijske hipnooze, Hillovi su opisali kako se njihov automobil u jednom trenutku zaustavio i na cestu je sletio svemirski brod. Nepoznata bića su ih podvrgnula medicinskom pregledu. Betty ih je opisala kao sitna bića, visine između 120 i 140 centimetra, sive boje kože, s kruškolikim glavama bez ušiju, s jako velikim očima, malim nosom i prosjeka umjesto ustiju. Jedno biće im je pokazivalo na karti otkuda dolaze te je Betty bez ikakvog prethodnog znanja o astronomiji znala točno na zvjezdanoj karti pokazati gdje se nalazi sistem Zeta-Reticuli.
Hillovi nisu nikome pričali o tome želeći izbjeći publicitet, jer su bili rasno mješani par, što je u ono vrijme bila rijetkost. No kada su iskrivljene verzije otišle u javnost morali su stupiti i razjasniti što se zapravo dogodilo.
Skeptički istraživači, ali i ufolozi su zaključili kako je problem s pričom u tome što nije bilo nikakvih dodatnih svjedoka koji bi potvrdili priču o NLO-u koji je proganjao jureći automobil, unatoč tome što je planinska cesta, na kojoj se događaj odvijao prolazio kroz neka naseljena mjesta. Također, analiza Bettynog svjedočenja ukazuje na to da je njeno svjedočenje iskreno, ali da je zbunjena oko tumačenja onoga što se dogodilo i da se ne može isključiti mogućnost posve pogrešne interpretacije viđenog.